# Potentilla coreana
Potentilla coreana es una especie de planta del género Potentilla, perteneciente a la familia Rosaceae.

## Taxonomía
Potentilla coreana fue descrita por Jiří Soják en 1993.

## Distribución
Se encuentra en el territorio de Corea.